# Axel E. Aamodts lithografiske Etablissement
Axel E. Aamodts lithografiske Etablissement, senere Axel E. Aamodts Eftf. var en dansk grafisk virksomhed i København, der omfattede bogtrykkeri, litografisk værksted, protokolfabrik og papirhandel. Firmaet lå på Kongens Nytorv 18 og var kongelig hofleverandør. Aamodt leverede bl.a. litografierne af kort mm. til Salmonsens Konversationsleksikon, 2. udgaven.
Virksomheden var grundlagt i 1857 af C.F. Aamodt (1830-1865). I 1862 optoges broderen Axel E.
Aamodt (1839-1890) som medindehaver. Fra 1935 var Oskar Kretzschmer (1899-) indehaver.